# Crăciunelu de Sus, Alba
Crăciunelu de Sus (în dialectul săsesc Krotschendref, în germană Christendorf, Krotschendorf, în maghiară Felsőkarácsonfalva, Oláhkarácsonfalva, Karácsonfalva) este un sat în comuna Cetatea de Baltă din județul Alba, Transilvania, România.

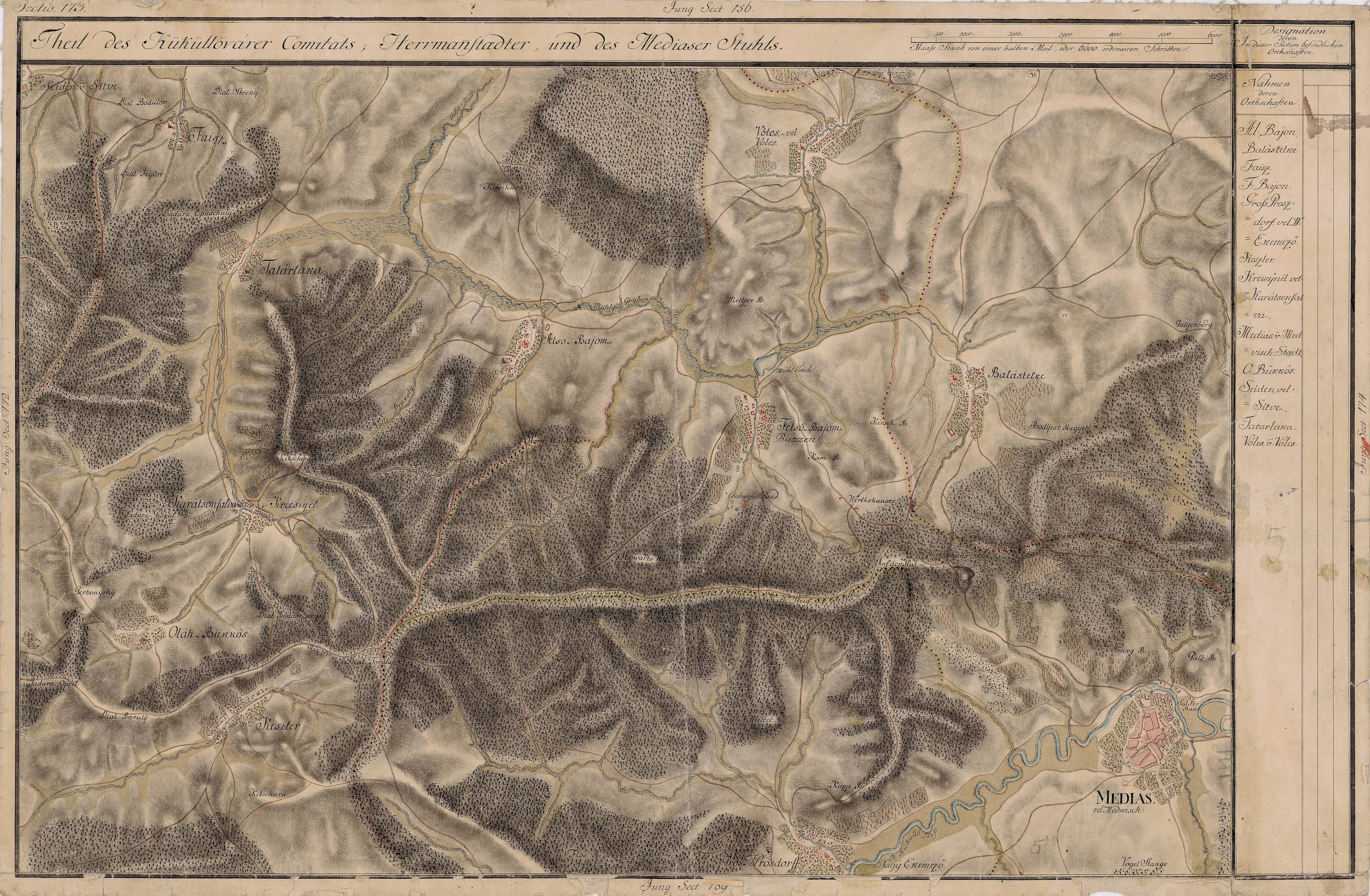
Crăciunelu de Sus (Karátsonfalva v Krecsinel) pe Harta Iosefină a Transilvaniei, 1769-1773 (Sectio 173)

## Istoric
Pe Harta Iosefină a Transilvaniei din 1769-1773 (Sectio 173) localitatea apare sub numele de "Karátsonfalva v Krecsinel" (v = vel = sau).

## Date demografice
În anul 2008 numărul locuitorilor a fost de 154.

## Galerie de imagini

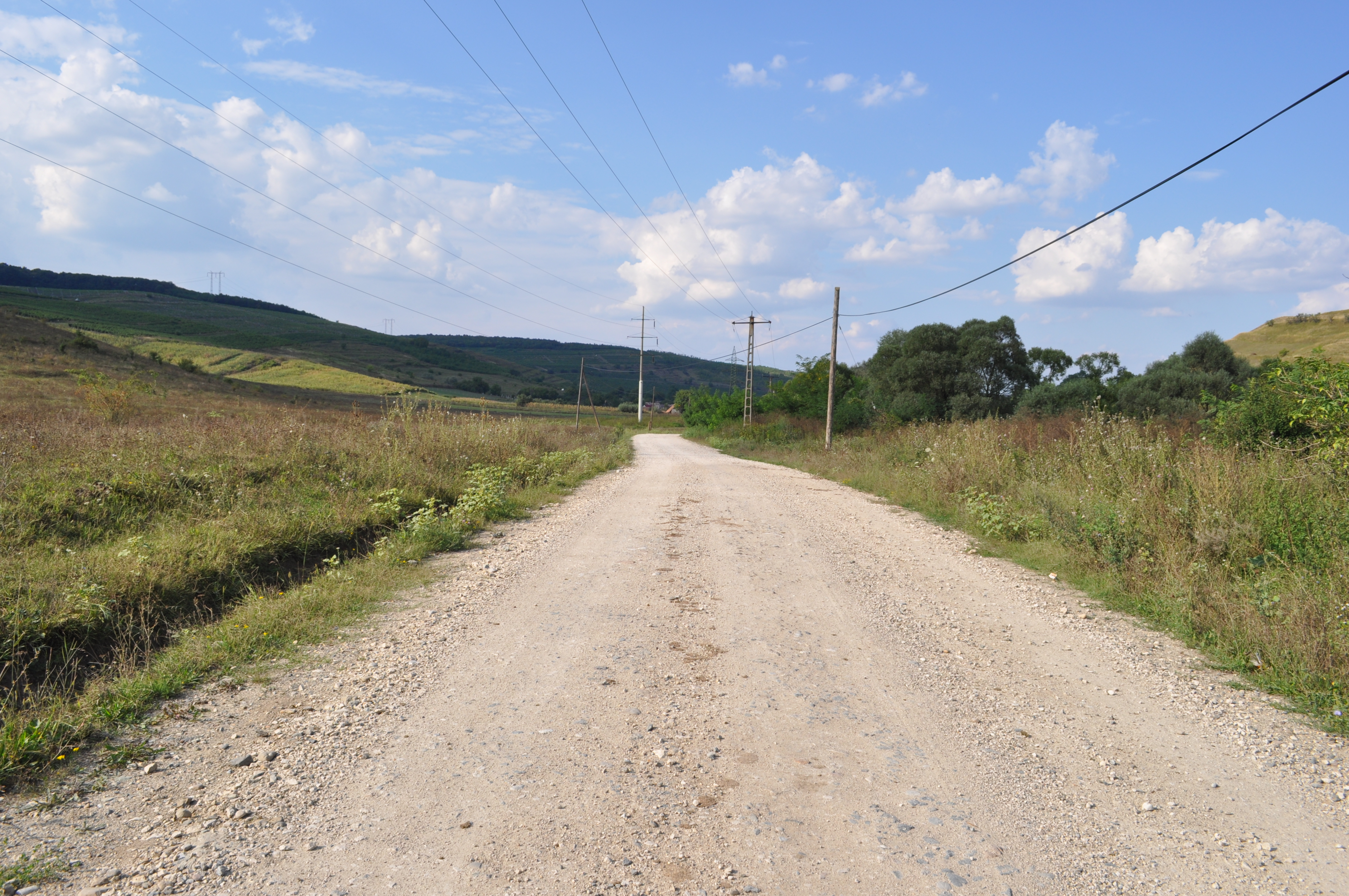
Drumul Tătârlaua-Crăciunelu de Sus
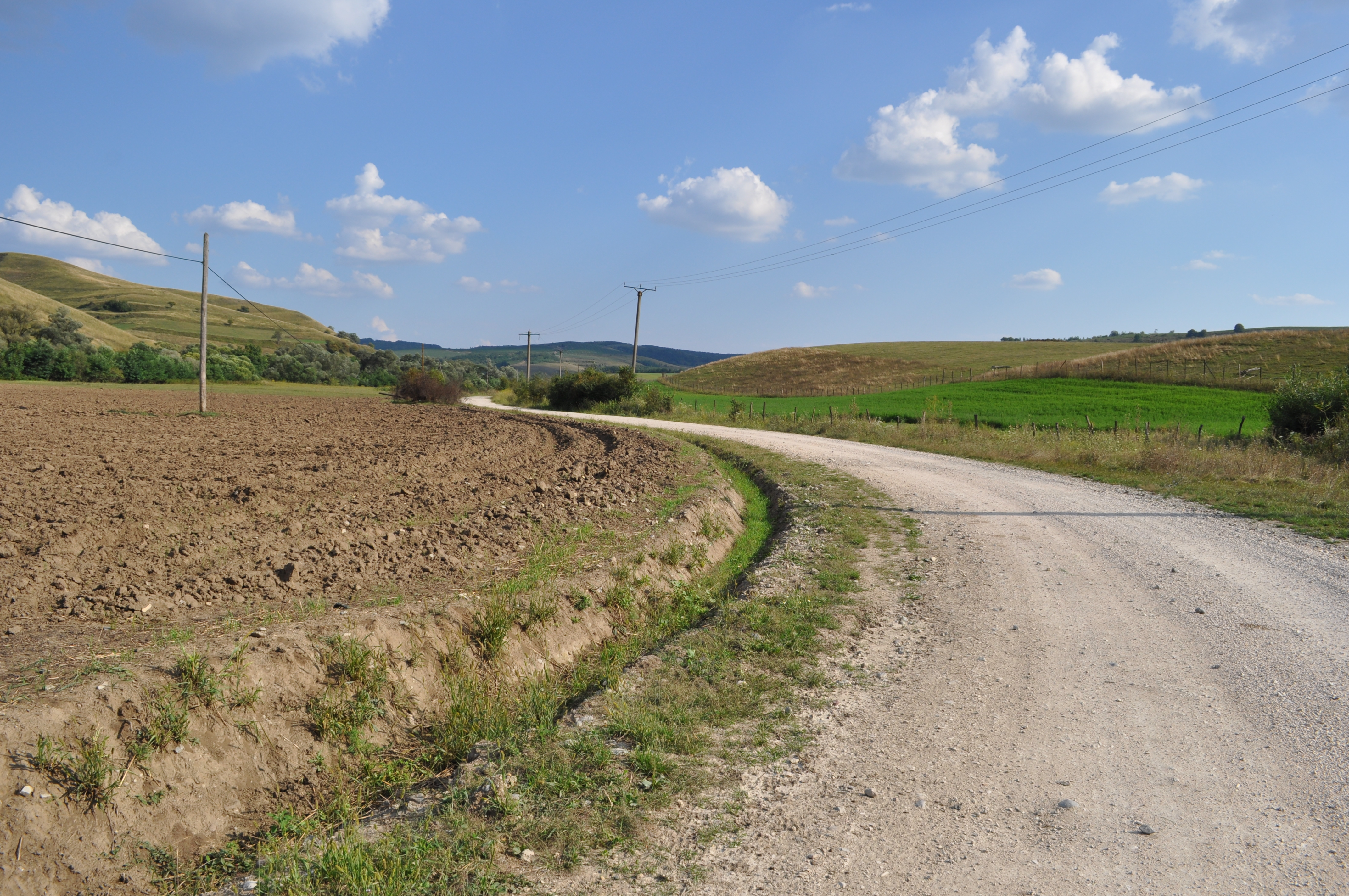
Drumul Tătârlaua-Crăciunelu de Sus
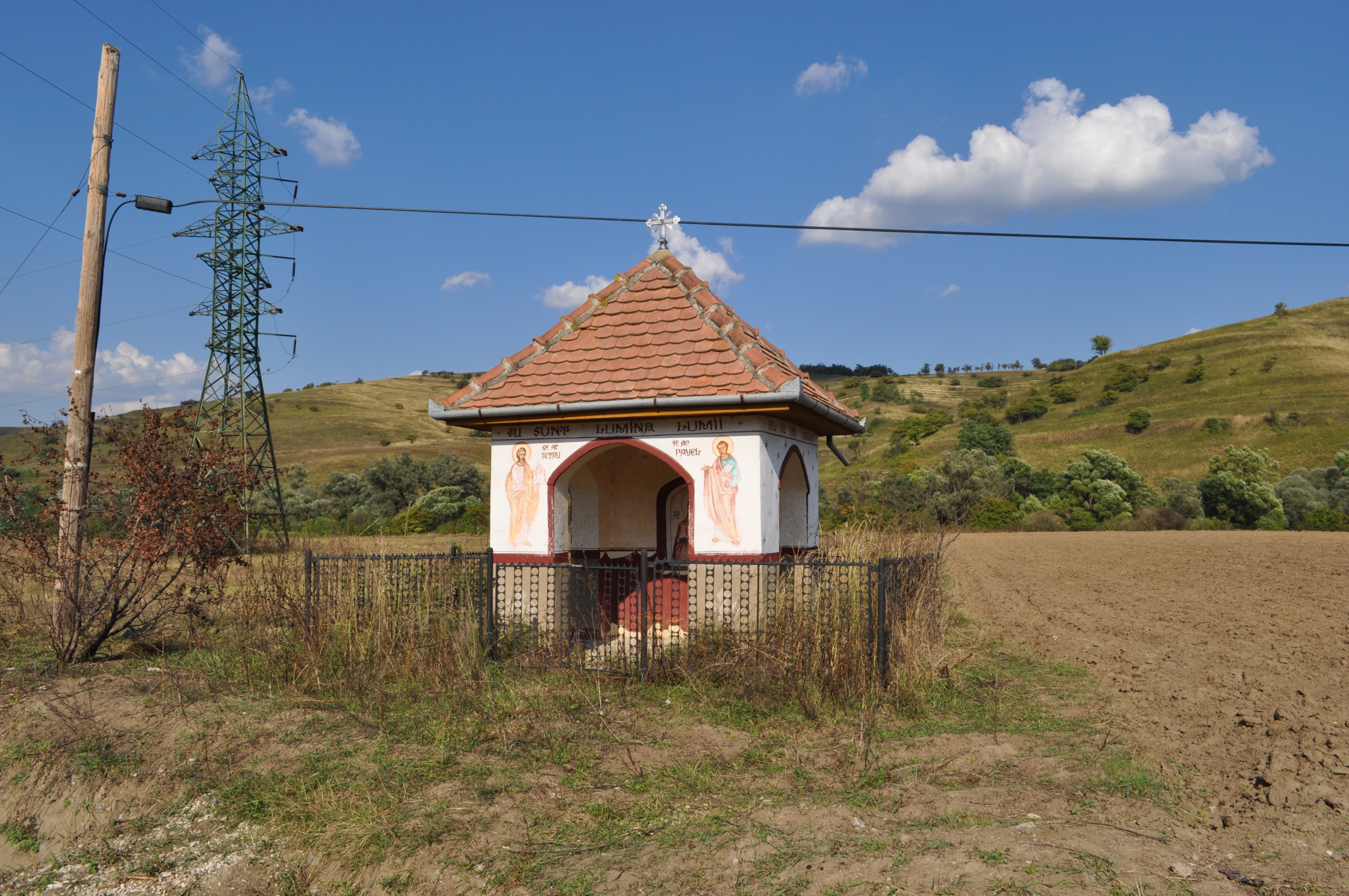
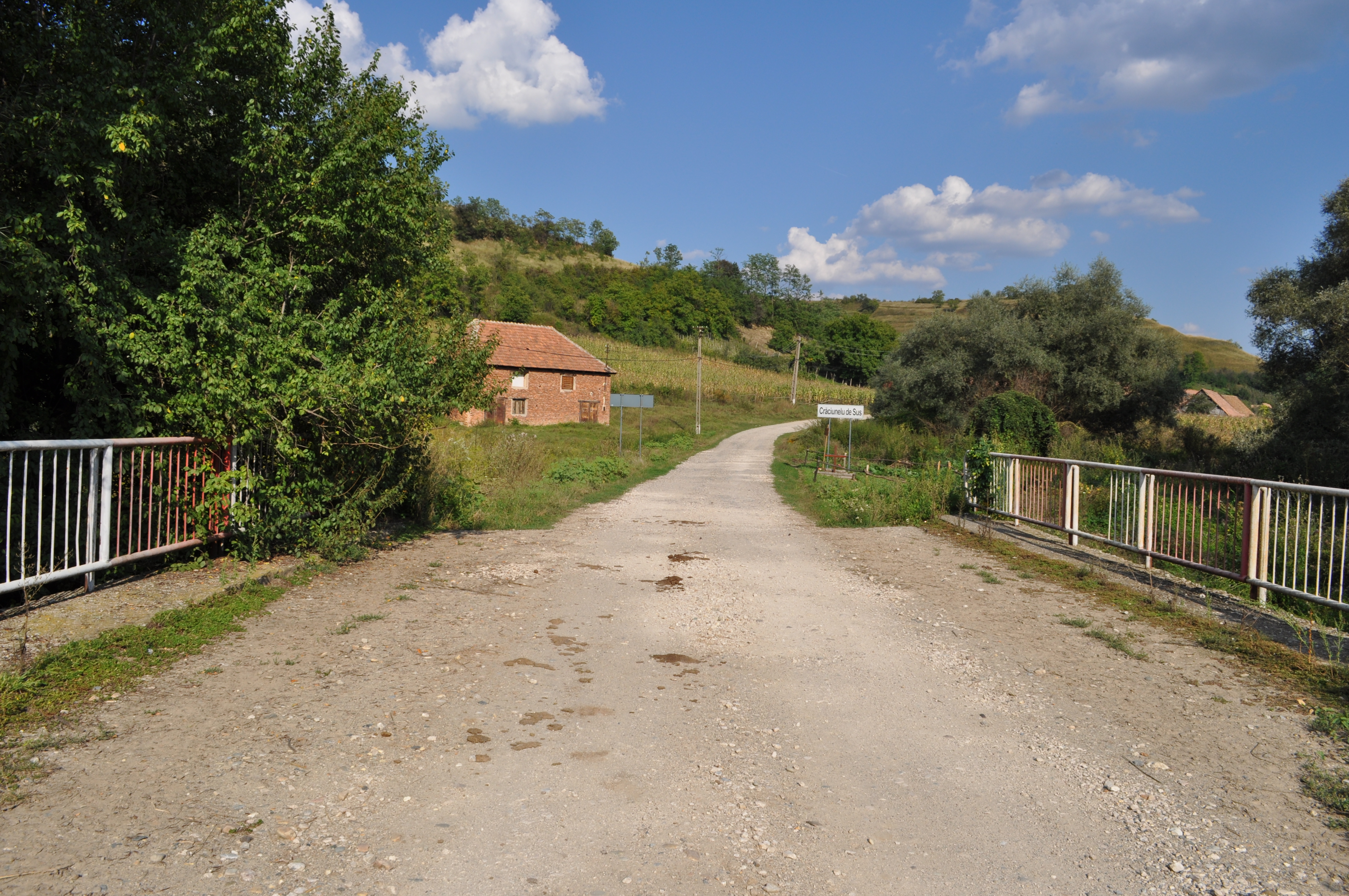
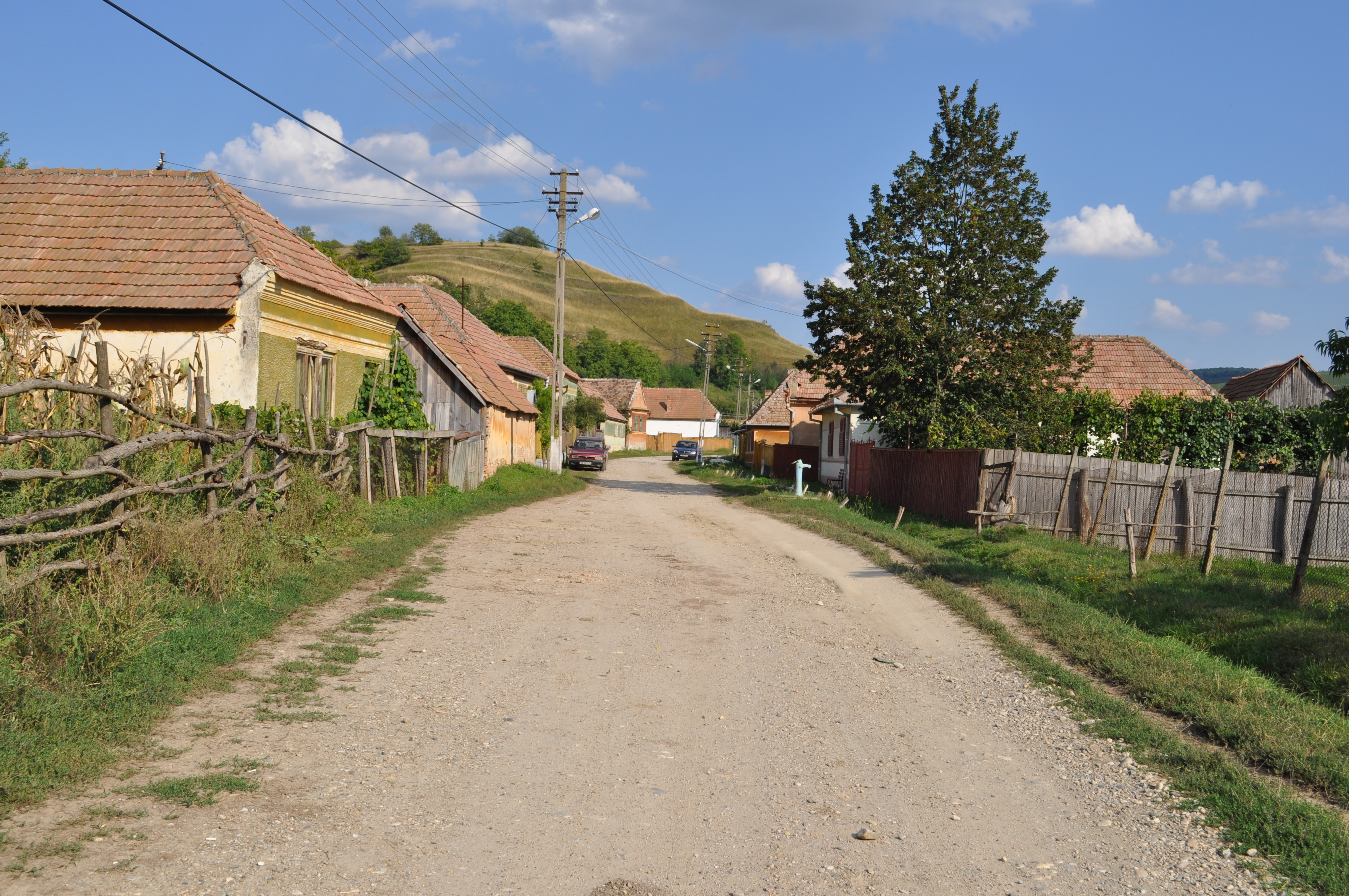
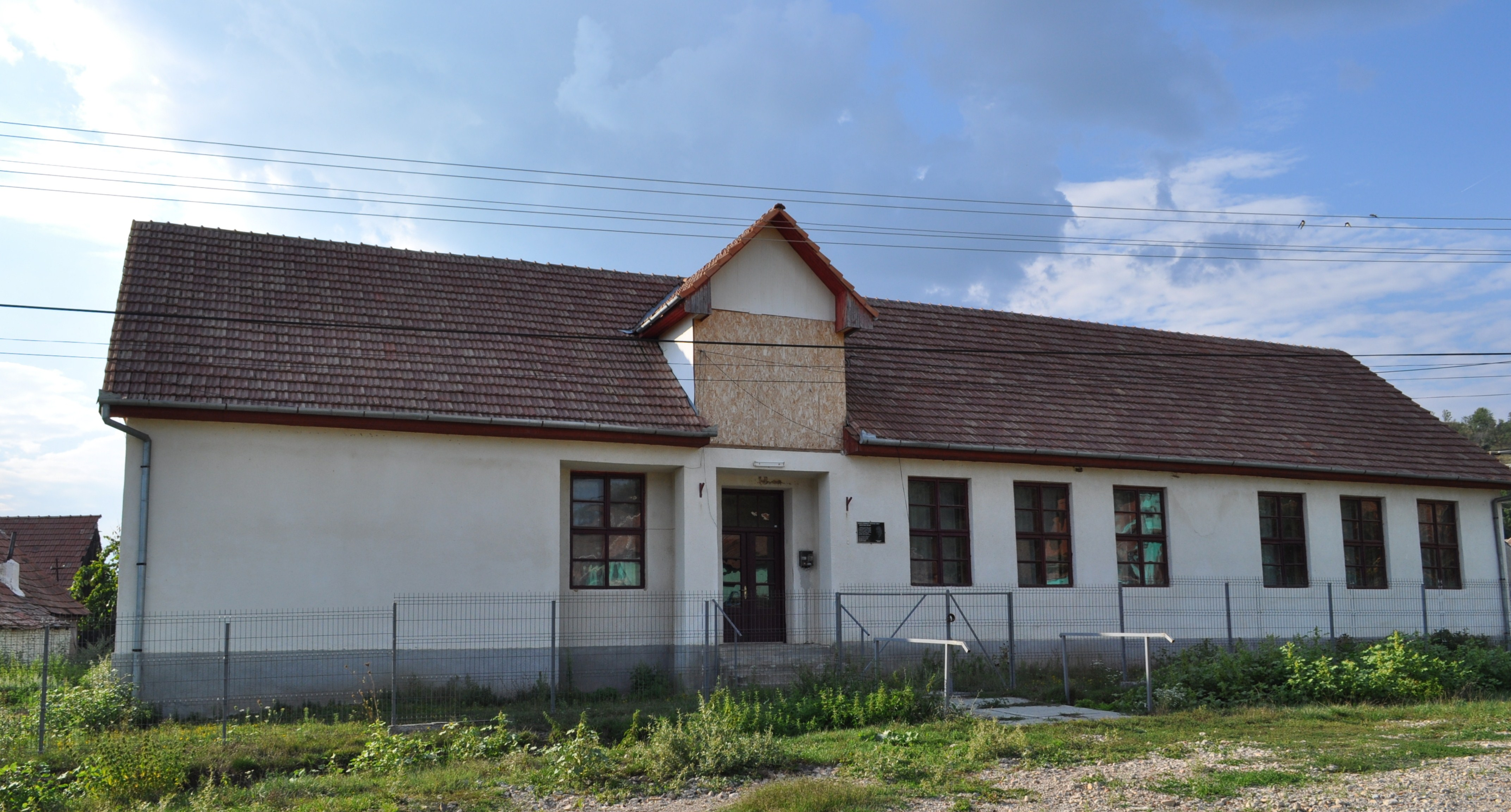
Școala
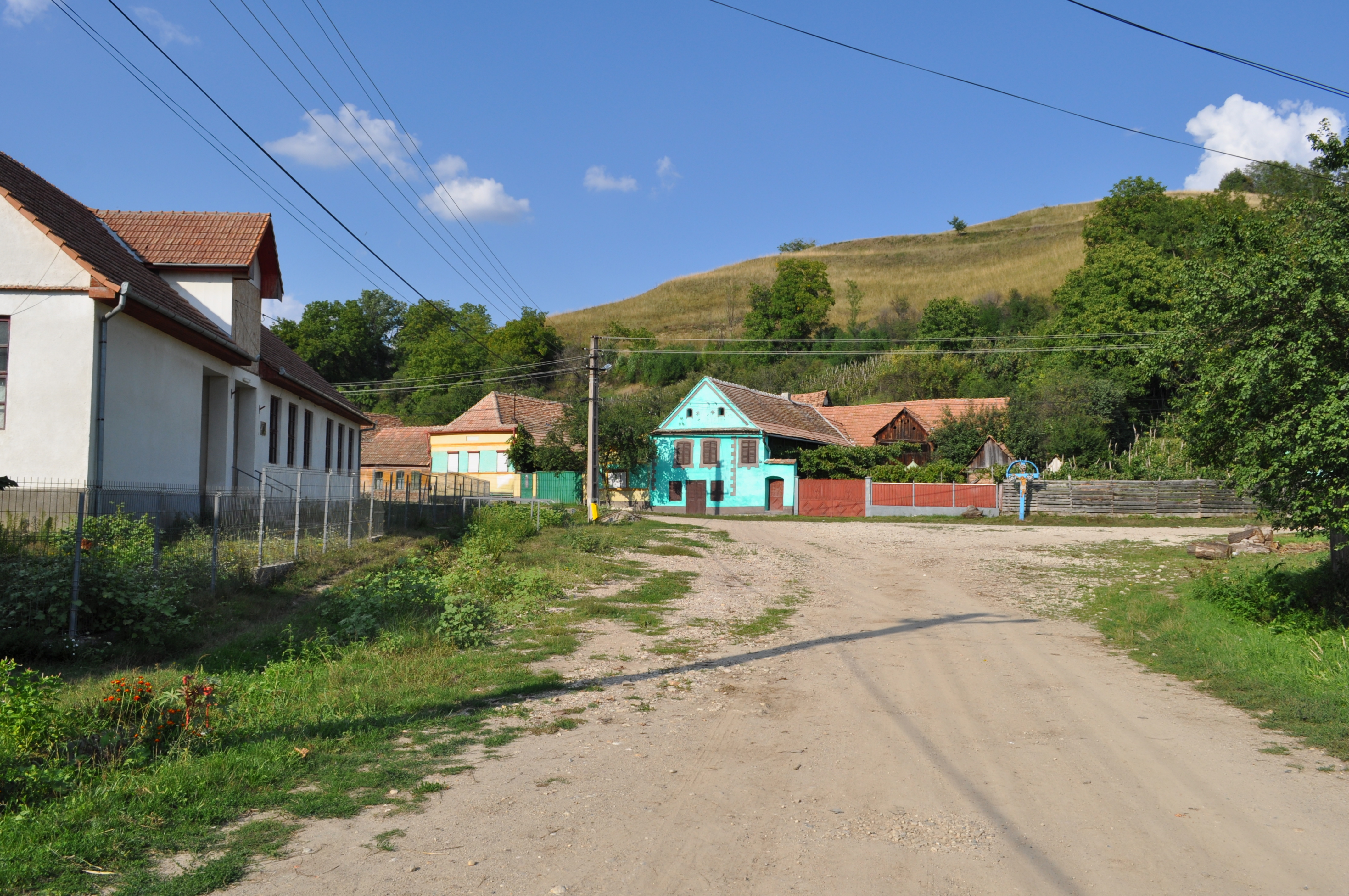
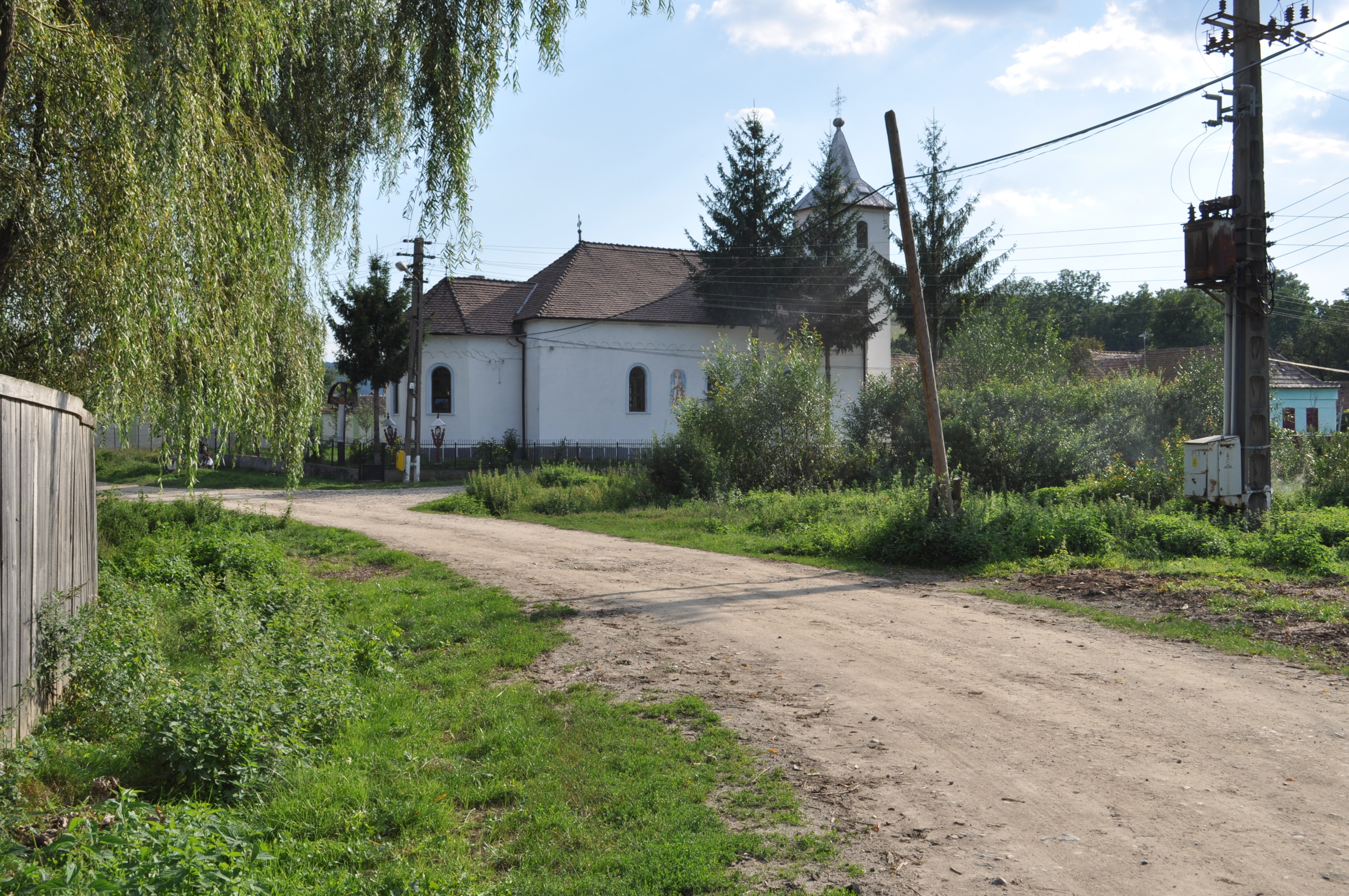
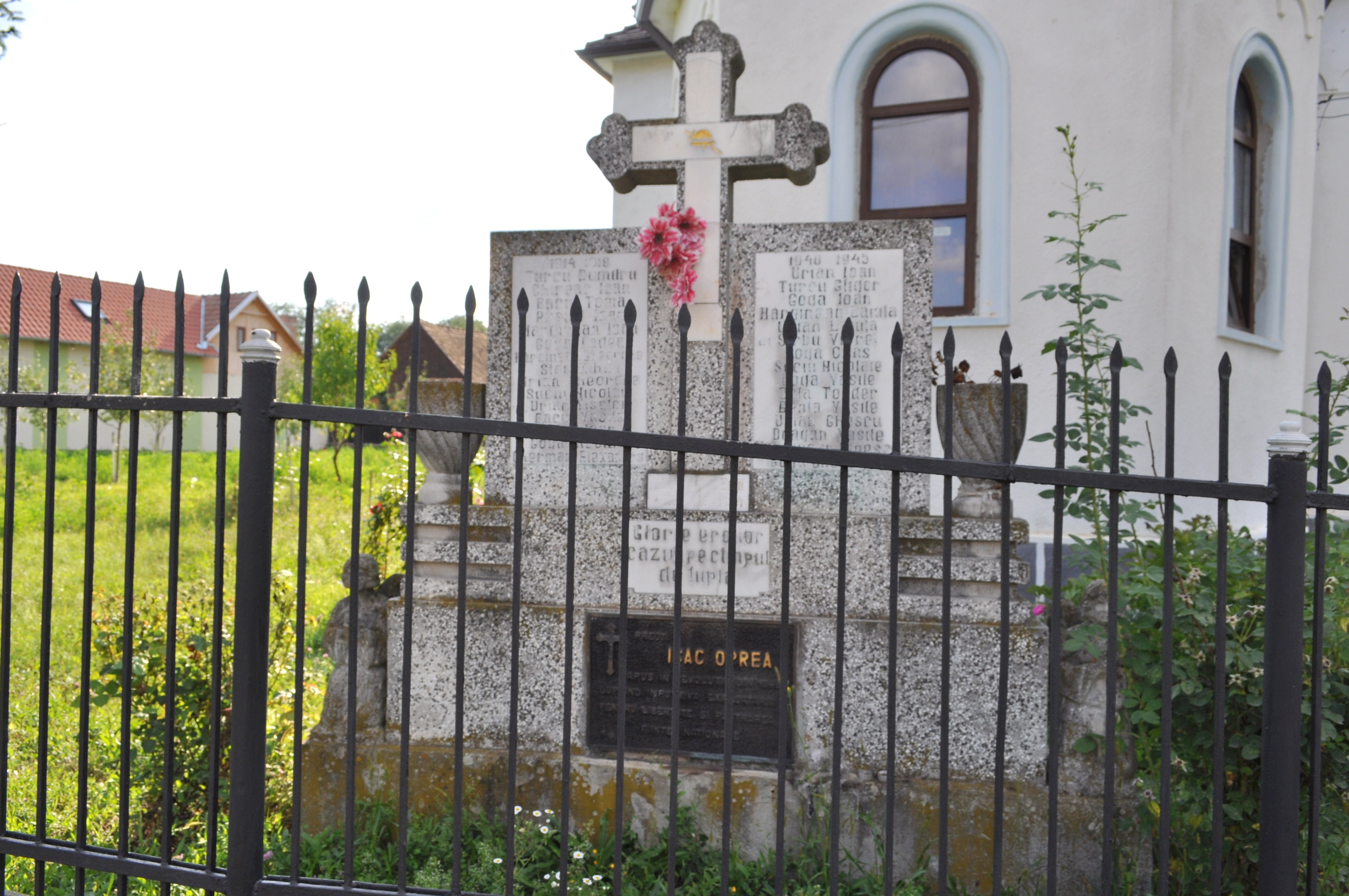
Monumentul Eroilor
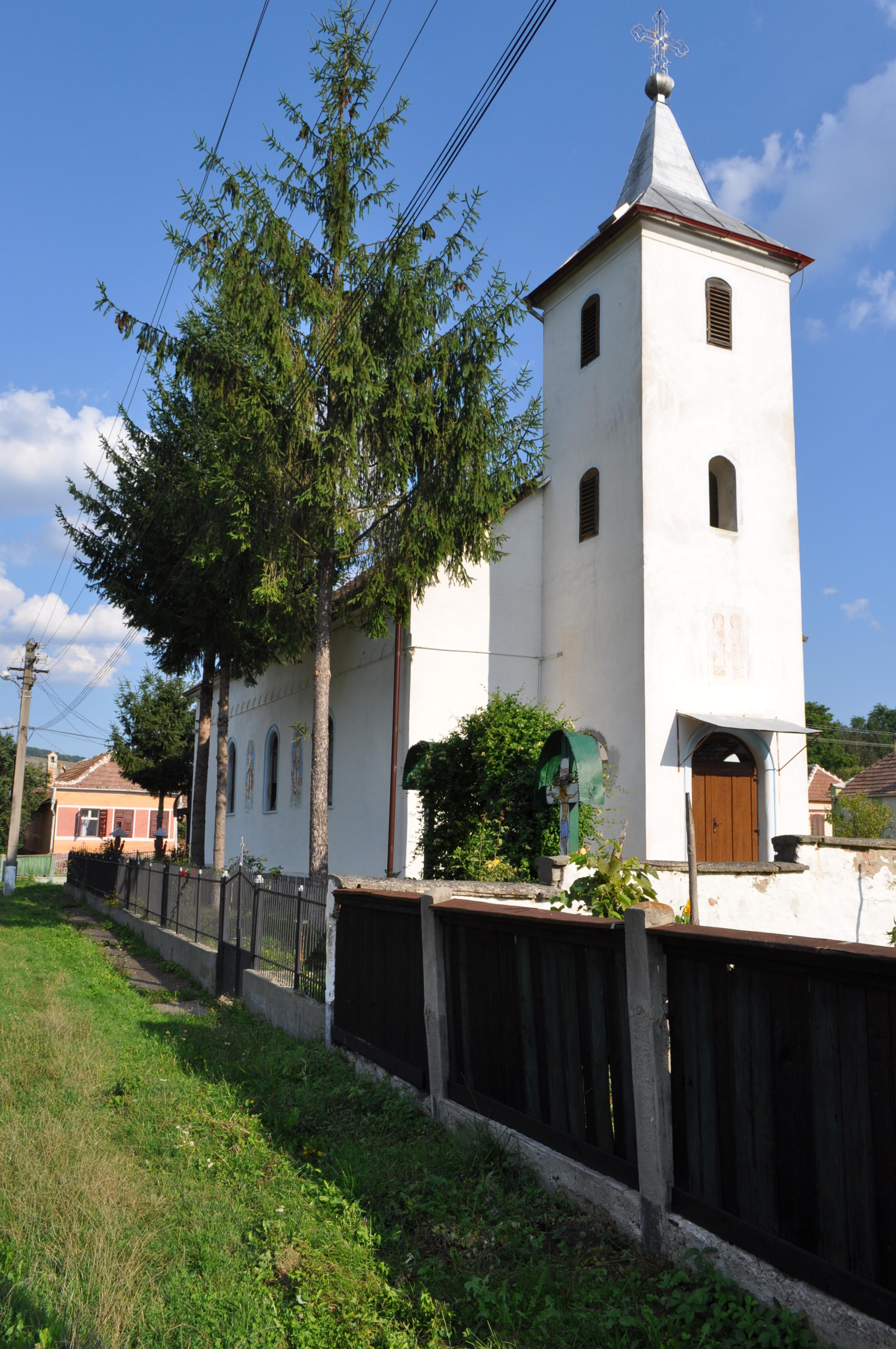
Biserica ortodoxă
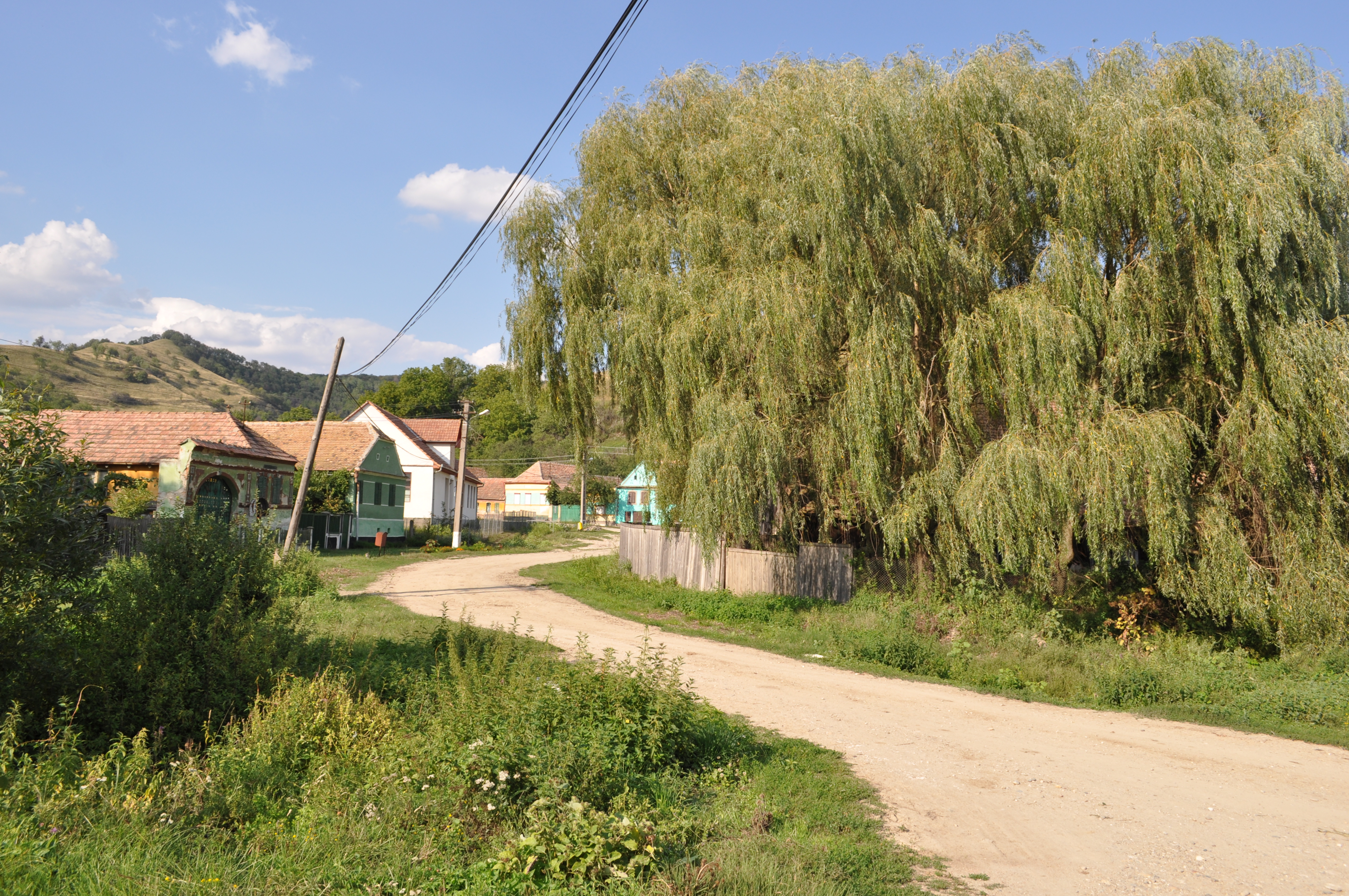